# 가이아 (우주망원경)

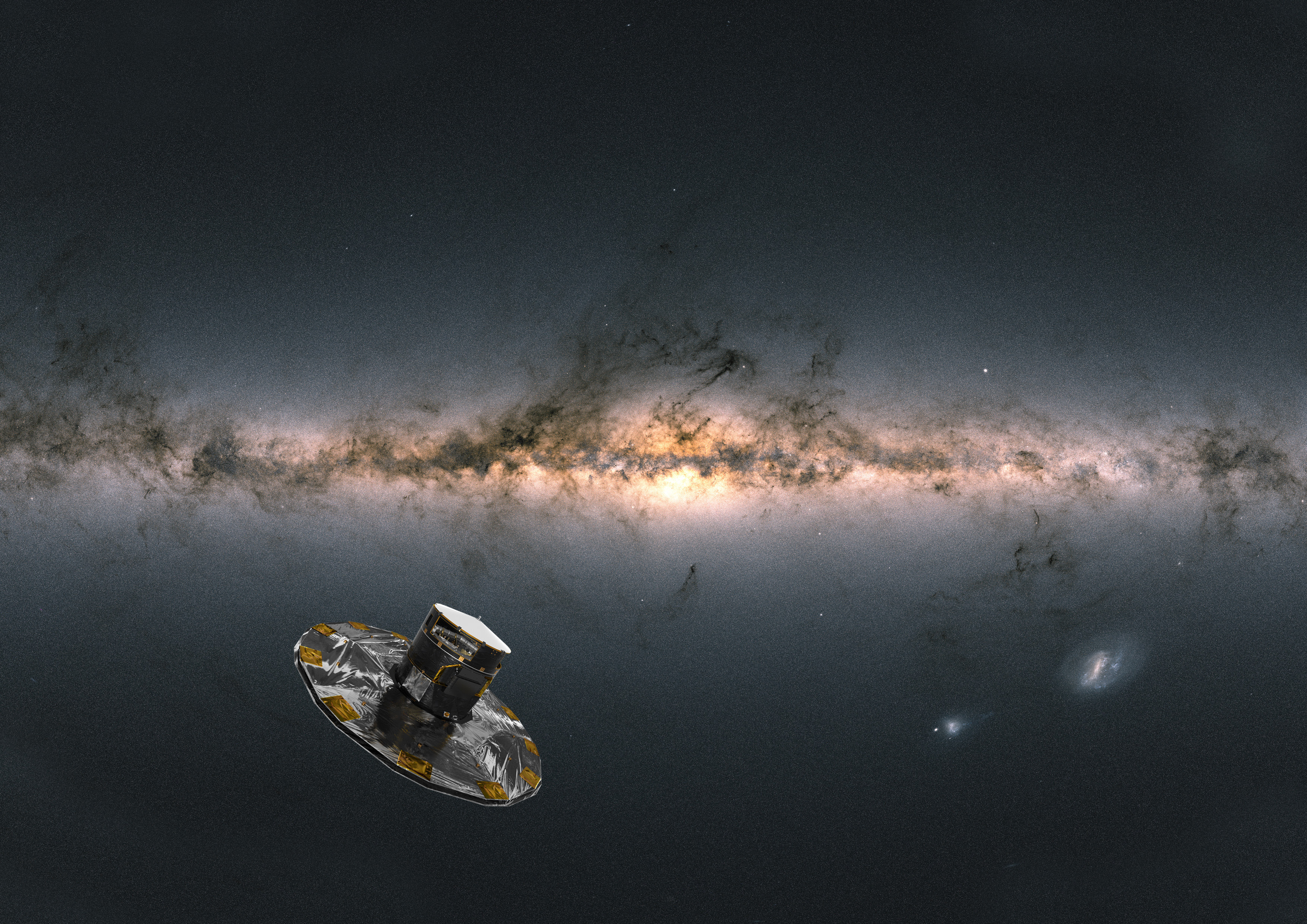

가이아(Gaia)는 2013년에 발사되어 2025년까지 운영될 예정인 유럽 우주국(ESA)의 우주망원경이다. 천문학용으로 설계되었다. 즉, 전례 없는 정밀도로 별의 위치, 거리 및 움직임을 측정하고 외계 행성의 위치를 측정한다. 겉보기 등급 및 색상과 같이 궤도를 도는 별에 대한 속성을 측정한다. 이번 임무의 목표는 별을 중심으로 행성, 혜성, 소행성, 퀘이사 등 총 약 10억 개의 천체를 포함하는 지금까지 만들어진 것 중 가장 크고 정확한 3D 우주 카탈로그를 구축하는 것이다.
목표 물체의 정확한 위치와 움직임을 연구하기 위해 이 우주망원경은 5년 간의 명목상의 임무(2014~2019) 기간 동안 각 물체를 약 70회 모니터링했으며, 확장 기간 동안 계속 모니터링했다. 2025년 2분기까지 작동할 수 있는 충분한 마이크로 추진 연료가 있다. 탐지기가 처음 예상했던 것만큼 빠르게 성능이 저하되지 않으므로 임무를 더욱 확장할 수 있다. 가이아는 근자외선과 근적외선 사이의 확장된 가시 범위를 포괄하는 넓은 측광 대역에서 20등급보다 밝은 물체를 목표로 한다. 해당 물체는 은하수 인구의 약 1%를 차지한다. 또한 가이아는 천문학 방법을 사용하여 태양계 너머에 있는 목성 크기의 외계 행성 수천에서 수만 개, 이 은하계 외부에 있는 500,000개의 퀘이사, 태양계 내에 알려진 수만 개의 새로운 소행성과 혜성을 탐지할 것으로 예상된다.
가이아 임무는 계속해서 은하수 전체에 걸쳐 천체의 정확한 3차원 지도를 만들고 은하수의 기원과 후속 진화를 인코딩하는 움직임을 매핑한다. 분광광도계 측정은 관측된 모든 별의 광도, 유효 온도, 중력 및 원소 구성을 특징으로 하는 상세한 물리적 특성을 제공한다. 이 대규모 별 인구 조사는 은하계의 기원, 구조 및 진화 역사와 관련된 광범위한 중요한 질문을 분석하기 위한 기본 관측 데이터를 제공한다.
히파르코스 임무(1989~1993년 작전)의 후속작인 가이아는 ESA의 호라이즌 2000+ 장기 과학 프로그램의 일부이다. 가이아는 2013년 12월 19일 아리안스페이스가 프랑스령 기아나의 코우로우에서 소유즈 ST-B/Fregat-MT 로켓을 사용하여 발사했다. 현재 태양-지구 L2 라그랑주 점 주위의 리사주 궤도에서 작동하고 있다.

## 같이 보기
- 우주 거리 사다리